# كريستيان ديفيد
كريستيان ديفيد (بالرومانية: Cristian David) هو سياسي روماني، ولد في 26 ديسمبر 1967 في بوخارست في رومانيا. حزبياً، نشط في الحزب الليبرالي القومي الروماني. وقد انتخب عضو مجلس شيوخ رومانيا ‏.